# Cragia distigmata
Cragia distigmata är en fjärilsart som beskrevs av George Francis Hampson. Cragia distigmata ingår i släktet Cragia och familjen björnspinnare. Inga underarter finns listade i Catalogue of Life.